# Pezou
Pezou – miejscowość i gmina we Francji, w Regionie Centralnym, w departamencie Loir-et-Cher.
Według danych na rok 1990 gminę zamieszkiwało 861 osób, a gęstość zaludnienia wynosiła 62 osoby/km² (wśród 1842 gmin Regionu Centralnego Pezou plasuje się na 461. miejscu pod względem liczby ludności, natomiast pod względem powierzchni na miejscu 943.).